# Justizvollzugsanstalt Bochum-Langendreer
Die Justizvollzugsanstalt Bochum-Langendreer ist eine Justizvollzugsanstalt des offenen Vollzuges für Männer in Bochum Ortsteil Langendreer im Regierungsbezirk Arnsberg in Nordrhein-Westfalen.

## Geschichte
Die Justizvollzugsanstalt Bochum-Langendreer wurde 1968 eröffnet. Die ersten Gebäude der Anstalt stammten von der 1860 errichteten Schachtanlage der ortsansässigen Zeche Zeche Neu-Iserlohn. 1975 wurde die Anstalt um eine Schweißerei als Ausbildungsbetrieb erweitert und 1995 wurde ein neues Hafthaus eröffnet.

## Zuständigkeit
Die JVA Bochum-Langendreer ist zuständig für die Vollstreckung von:
- Freiheitsstrafen an Männern im offenen Vollzug[4].

Die Zuständigkeiten der Justizvollzugsanstalten in Nordrhein-Westfalen sind im Vollstreckungsplan des Landes NRW geregelt (AV d. JM v. 16. September 2003 – 4431 – IV B. 28 -).

## Ausbildung und Weiterbildung
Die JVA Bochum-Langendreer ist eine Justizvollzugsanstalt, in der Berufsausbildung für Gefangene angeboten wird. Sie ist eine der Anstalten, die als Berufsförderungsstätte ihren Schwerpunkt auf die Berufsausbildung legt. Es stehen 175 Ausbildungsplätze zur Verfügung. Ausgebildet werden:
- Elektroniker für Betriebstechnik
- Modulare Qualifizierung im Fachbereich Elektro
- Industriemechaniker
- Modulare Qualifizierung im Fachbereich Metall
- Gärtner Fachrichtung Garten- und Landschaftsbau
- Modulare Qualifizierung im Fachbereich Garten- und Landschaftsbau
- Maler und Lackierer
- Modulare Qualifizierung im Fachbereich Farbe und Gestalten
- Maurer
- Modulare Qualifizierung im Fachbereich Bau
- Schweißer Fachrichtung Rohrleitungsbau
- Schweißer Fachrichtung Maschinen- und Konstruktionstechnik
- Modulare Qualifizierung im Fachbereich Lagerhaltung[6][7]

Um den Gefangenen nach der Haft einen möglichst nahtlosen Übergang in die Arbeitswelt zu ermöglichen, werden die beruflichen Förder- und Eingliederungsprogramme der Agenturen für Arbeit und Bildungsträger für ehemalige Strafgefangene genutzt.